# ボーラウェン高原

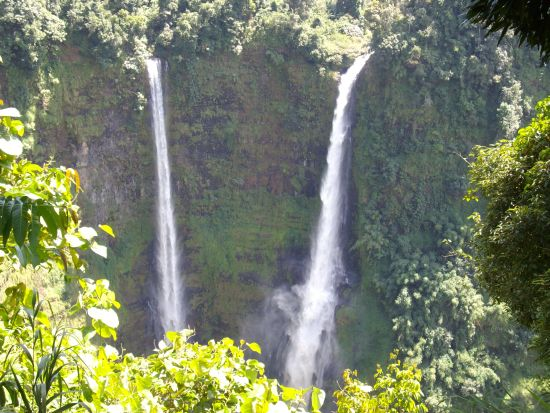
ボーラウェン高原にある滝

ボーラウェン高原 (ボーラウェンこうげん、Bolaven Plateau) またはボロヴェン高原は、ラオスにある高原。アンナン山脈のあるラオス東部のベトナム国境とメコン川の間に位置している。

## 概要
標高は1000 - 1350m程。高原では、多くの川が交わり、また風光明媚な滝が複数存在する。気候は、最低気温が10℃、最高気温が30℃と冷涼な気候であるため、雨期と乾期を問わず野菜栽培が可能であるという利点を持ち、周辺地域ではキャベツ、コーヒー、じゃがいもなどの生産が盛んで、ラオス最大の野菜生産地となっている。

## 歴史
フランス植民地時代に、コーヒー農場が開拓され、またゴムの木のプランテーションの実験も行われた。20世紀初期のフランスによる統治まで、この高地の住民は農業を行っていなかった。
ベトナム戦争中は、高原が南ベトナム解放民族戦線へ物資を輸送するホーチミン・ルートの途上に位置したため、米軍による最も激しい爆撃が行われ場所の一つとなった。

## アクセス
パークセーなどからバスの便がある。